# 라이언 홀 (육상 선수)
라이언 홀(Ryan Hall, 1982년 10월 14일 ~ )은 미국의 장거리 달리기 전문 육상 선수로, 미국의 하프마라톤 기록을 보유하고 있다. 또한 2008년 베이징 하계 올림픽, 2012년 런던 하계 올림픽 남자 마라톤에서 참가한 경험을 가졌고, 종합 10위까지 달성되었다. 또한 2011년 보스턴 마라톤에서도 장거리 분야에서 2시간 5분의 신기록까지도 수립하였다. 또한 소속 클럽은 아식스이지만, 추가적으로 2009년 보스턴 마라톤에서는 동메달을 거머쥔 이력이 있다.

## 개인 최고 기록
| 경기 종목  | 시간     | 장소               | 기록            |
| ---------- | -------- | ------------------ | --------------- |
| 1500 m     | 3:42.70  | USA, 스탠퍼드      | 2001년 6월 9일  |
| 5,000 m    | 13:16.03 | USA, 카슨          | 2005년 6월 24일 |
| 10,000 m   | 28:07.93 | USA, 스탠퍼드      | 2007년 3월 31일 |
| 10 마일    | 45:33    | USA, 휴스턴        | 2007년 1월 14일 |
| 하프마라톤 | 59:43 NR | USA, 휴스턴        | 2007년 1월 14일 |
| 마라톤     | 2:04:58  | USA, 보스턴,       | 2011년 4월 18일 |
| 마라톤     | 2:06:17  | UK, 잉글랜드, 런던 | 2008년 4월 13일 |